# Lycium texanum
Lycium texanum är en potatisväxtart som beskrevs av Donovan Stewart Correll. Lycium texanum ingår i släktet bocktörnen, och familjen potatisväxter. Inga underarter finns listade i Catalogue of Life.